# Régine Skorka-Jacubert
Régine Skorka-Jacubert, Rivka Skorka ou Régine Skorka de son nom de naissance, née le 24 janvier 1920 à Zagórów et morte le 1er décembre 2016 à Nancy, est une résistante française, arrêtée par la Gestapo en juin 1944, déportée à Auschwitz et survivante de la Shoah. Elle témoigne au procès de Klaus Barbie avec son frère Jérôme Skorka,.

## Biographie

### Enfance
Rivka Sorka naît le 24 janvier 1920 à Zagórów, en Pologne, au sein d’une famille juive. Fille de Jacob Skorka, rabbin, et de Slatka Szejman, modiste. Elle a trois frères.

### Arrivée en France
En 1929, son père rejoint la sœur de Slatka sa femme, installée en France, à Nancy, et il y trouve du travail en usine. Un an plus tard, le reste de la famille (la mère et les trois enfants, dont le plus jeune mourra enfant) le rejoint. Rivka y prend le nom de Régine. La famille ayant été déclarée apatride par le gouvernement polonais en 1938, ils demandent la naturalisation française.

### Seconde Guerre mondiale
Lorsque la  Seconde Guerre mondiale commence, la procédure de naturalisation n'est pas terminée. En mai et juin 1940, la France est envahie par les troupes allemandes. La famille quitte la Lorraine et gagne la Gironde. Les parents tentent de trouver des emplois à Libourne puis Bordeaux, ou de vivre en travaillant sur les marchés,. En septembre 1940, Régine revient sur Nancy. Ses proches sont arrêtés et internés au camp de la Lande de Monts en Indre-et-Loire. L'aîné de ses frères réussit à s'évader et Régine le récupère, grâce au concours de cheminots, à Dijon en octobre 1941.
De son côté, Régine est condamnée pour exercice illégal de commerce par le tribunal de Nancy, du fait de la loi de Vichy interdisant aux Juifs de faire commerce. Par la suite, elle échappe, avec son frère Jérôme, qui l'a rejointe, à une rafle en juillet 1942, grâce à  la divulgation du projet de rafle par des policiers français du bureau des étrangers. Ils gagnent alors la zone libre, vont à  Lyon, et s'engagent dans la résistance. Régine trouve par ailleurs un emploi de vendeuse de chaussures.

### Déportation
Le 22 juin 1944, Régine et son frère sont arrêtés par la milice française conduite par un membre de la Gestapo. Elle se retrouve interrogée au siège de la Gestapo à Lyon, place Bellecour, par Klaus Barbie, qui n'arrive pas à obtenir son nom mais lui indique qu'elle ne reverra pas la France. Identifiés comme étant juifs, l'un et l'autre sont envoyés à Auschwitz, par le convoi numéro 77, en date du 31 juillet 1944.
Les parents et l'autre frère, Leib ensuite appelé Léon, sont déportés sur le camp d'Auschwitz en 1942,. Léon Skorka, né le 6 juillet 1927 à Zagórów, est déporté par le convoi no 8, en date du 20 juillet 1942. Le père, Jacob Skorka, né le 21 septembre 1889, à Ozorkow, est déporté par le convoi no 31, en date du 11 septembre 1942. La mère, Slatka Skorka née Szejman, née le 11 décembre 1892 à Zagórów, est déportée par le même convoi no 31. Tous les trois sont assassinés.

### Retour à Nancy
Régine survit et est libérée le 9 mai 1945. Elle arrive à Nancy un mois plus tard où elle retrouve son frère, qui a fait la marche de la mort. Plus tard, elle se marie avec Henri Jacubert, ancien résistant du maquis de la Drôme. Puis, à partir des années 1980, et jusqu'à sa mort, elle témoigne sur ce qu'elle a vécu dans sa jeunesse et sur la shoah dans les collèges et lycées. En 1987, elle est témoin à charge au procès de Klaus Barbie à Lyon.

### Mort
Régine Skorka-Jacubert meurt le 1er décembre 2016 à Nancy,,.

## Distinction
- Chevalier de la Légion d'honneur (8 mai 2005), décoration remise par Jacques Chirac, président de la République[9]

## Publication
- Régine Skorka-Jacubert, Fringale de vie contre usine à mort, Paris/Paris, Le Manuscrit, 2009, 251 p. (ISBN 978-2-304-02558-3 et 2304025587, présentation en ligne)